# Bredase derby
De Bredase derby was een voetbalwedstrijd tussen de clubs Baronie en NAC (Breda). Beide club komen uit de stad Breda en hebben of maken deel uit van het betaald voetbal in Nederland. Na de sanering in het betaalde voetbal in 1971 keerde Baronie terug naar de amateurs. De wedstrijd is een aantal keer in competitie en bekerverband gespeeld.

## Uitslagen
| Seizoen | Competitie      | Thuisploeg | Uitslag | Uitploeg | Doelpuntenmakers                                                       | Doelpuntenmakers                                                                                                  |
| Seizoen | Competitie      | Thuisploeg | Uitslag | Uitploeg | Thuisploeg                                                             | Uitploeg |
| ------- | --------------- | ---------- | ------- | -------- | ---------------------------------------------------------------------- | --- |
| 1950/51 | Eerste klasse D | NAC        | 2–0     | Baronie  | Christ Bindels, Henk van de Langenberg                                 | |
| 1950/51 | Eerste klasse D | Baronie    | 1–1     | NAC      | Piet Adriaansen                                                        | Cees Bruininckx                                                                                                   |
| 1960/61 | KNVB beker      | NAC        | 1–1     | Baronie  | Jacques Visschers                                                      | Ad Kop |
| 1967/68 | KNVB beker      | NAC        | 2–0     | Baronie  | Frans Bouwmeester, Jacques Visschers                                   | |
| 1994/95 | KNVB beker      | Baronie    | 2–4     | NAC      | Martijn van Galen (2x)                                                 | Pierre van Hooijdonk (2x), Dennis Gerritsen, Jan Gaasbeek                                                         |
| 1995/96 | KNVB beker      | NAC        | 2–0     | Baronie  | Geert Brusselers, Jan Gaasbeek                                         | |
| 1996/97 | KNVB beker      | NAC        | 7–1     | Baronie  | Barry van Galen (3x), Twan Scheepers (2x), Edwin Gorter, Graham Arnold | Hubert Baardemans                                                                                                 |
| 1999/00 | KNVB beker      | Baronie    | 2–4     | NAC      | Johan Gabriëls, Marc Santegoeds                                        | Artsjil Arveladze (2x), Michael Hansen, Earnest Stewart                                                           |
| 2000/01 | KNVB beker      | NAC        | 2–0     | Baronie  | Nebojša Gudelj, Regillio Simons                                        | |
| 2000/01 | KNVB beker      | Baronie    | 0–6     | NAC      |                                                                        | Regillio Simons (2x), Earnest Stewart, Sergio Pacheco de Oliveira, Cristiano Dos Santos Rodrigues, Maurice Steijn |